# Naufragio en el río Ucayali de 2024
El naufragio en el río Ucayali ocurrió el 4 de septiembre de 2024 cuando una embarcación que surcaba el río chocó contra un obstáculo provocando la muerte de 7 personas.

## Desarrollo

### Acontecimientos
El 4 de septiembre de 2024, alrededor de las 1:30 de la mañana, la embarcación CR-II, conducido por Edwin Conde, chocó contra un tronco sumergido en el sector de Auquía, lo que causó un agujero en el costado que hizo naufragar la embarcación. Se detalló que, aunque tenía capacidad para 68 personas, el CR-II tenía, en ese momento, más de 80 personas a bordo. Al ver el accidente, los pobladores del lugar informaron a la Marina de Guerra sobre los acontecimientos por lo que se desplegaron unidades desde el puesto de control de Atalaya para atender el siniestro. Cuando llegaron las unidades, muchas de las personas afectadas por el naufragio habían llegado a la orilla con ayuda de los pobladores del lugar.

### Víctimas
Entre los fallecidos se encontraron docentes, quienes regresaban a sus hogares luego de rendir la Prueba Única Nacional en Pucallpa, y dos menores de edad, además se reportaron desaparecidos. Las víctimas del siniestro fueron:
- Rosa Elena Osorio Sánchez
- Marvin Gómez Pezo
- Carmen del Pilar Páucar Torres
- R.S.R.P (9 años)
- Marlene Rengifo Vela
- D.D.S.R (12 años)
- Rubén Alberto Sobaya Tuanama

Aunque se reportó sobre la desaparición de dos policías, el Ministerio del Interior informó que en la embarcación iban 7 efectivos policiales y que estaban a buen recaudo.
El 5 de septiembre, los restos mortales de las víctimas llegaron a Pucallpa a bordo de un helicóptero MI17 del Ejército peruano. El gobernador regional, Manuel Gambini, informó la declaración de un duelo regional por la tragedia. El 10 de septiembre, se dictó nueve meses de prisión preventiva contra Conde, imputado por los delitos de homicidio simple y homicidio calificado.